# Вільям Ґолдсміт
Вільям Голдсміт (укр. William Goldsmith) — американський барабанщик, учасник гуртів Sunny Day Real Estate та Foo Fighters.

## Про музиканта
Вільям Ґолдсміт народився 1972 року в багатодітній сім'ї й був наймолодшим серед дев'яти дітей. Він хотів грати на барабанах з п'яти років, але отримав ударну установку в подарунок лише коли йому було 13 років. Серед улюблених записів Ґолдсміта з дитинства альбом The Who — Quadrophenia, Rush — Permanent Waves та Pink Floyd — Dark Side of the Moon.
1992 року Ґолдсміт заснував сіетлське тріо Sunny Day Real Estate разом з двома іншими музикантами, гітаристом Деном Горнером та бас-гітаристом Нейтом Менделом; пізніше до них приєднався вокаліст Джеремі Інік. Гурт проіснував до 1995 року, встигнувши видати два альбоми — Diary та LP2 (або «Рожевий альбом») — і розпався після того, як Інік прийняв християнство.
Залишившись без гурту, Ґолдсміт та Мендел швидко знайшли собі нову роботу, доєднавшись до нового проєкту колишнього барабанщика Nirvana Дейва Грола Foo Fighters. Ґолдсміт грав в гурті з 1995 по 1997 роки, але залишив його після того, як Ґрол переписав майже всі барабанні партії Ґолдсміта для студійного альбому The Colour and the Shape. Це співпало із возз'єднанням Sunny Day Real Estate, куди й повернувся Ґолдсміт. 1998 року вони видали альбом How It Feels to Be Something On, а 2000 року — The Rising Tide, проте через проблеми із менеджментом в червні 2001 року Sunny Day Real Estate розпалися.
Ґолдсміт, Інік та Мендел невдовзі створили новий гурт The Fire Theft, з яким видали два альбоми — The Fire Theft (2003) та World Waits (2006). 2009 року оригінальний склад Sunny Day Real Estate (Ґолдсміт, Інік, Мендел, Горнер) возз'єднався та окрім концертного турне почав роботу над п'ятим студійним альбомом. І хоча нові пісні було записано 2010 року в студії Дейва Ґрола Studio 606, повноцінний студійний альбом так і не вийшов, а єдиним новим релізом Sunny Day Real Estate став спліт-сингл 2014 року з гуртом Circa Survive.
Починаючи з 2019 року Ґолдсміт грав в тріо Assertion разом з гітаристом Джастіном Таммінга та бас-гітаристом Браяном Гордером. 2021 року гурт видав дебютний студійний альбом Intermission. 